# Ángel Cerilla
Ángel Cerilla (Fray Bentos, 26 gennaio 1924 – ...) è stato un calciatore uruguaiano, di ruolo centrocampista.

## Carriera
Giocò per due stagioni nel Napoli, la prima in Serie A e la seconda in Serie B.